# Neukyhna
Neukyhna este o comună din landul Saxonia, Germania.